# Austrolimnophila victor
Austrolimnophila victor är en tvåvingeart som först beskrevs av Alexander 1919. Austrolimnophila victor ingår i släktet Austrolimnophila och familjen småharkrankar.
Artens utbredningsområde är Panama. Inga underarter finns listade i Catalogue of Life.